# ألكسندر فرانكا نوغيرا
ألكسندر فرانكا «بيكينو» نوغيرا (بالإنجليزية: Alexandre Franca "Pequeno" Nogueir؛ مواليد 15 يناير 1978) هو مُقاتل لوتا ليفر برازيلي.

## وصلات خارجية
- ألكسندر فرانكا نوغيرا على موقع شيردوغ (الإنجليزية)
- ألكسندر فرانكا نوغيرا على موقع IMDb (الإنجليزية)